# Angeriz (La Coruña)
Angeriz (llamada oficialmente Santa Mariña de Anxeriz) es una parroquia española del municipio de Tordoya, en la provincia de La Coruña, Galicia.

## Entidades de población
Entidades de población que forman parte de la parroquia:
- Abres
- Brandoñas. Formado por:
  - Brandoñas de Arriba
  - Brandoñas de Abaixo
- Casas Novas (As Casas Novas)
- Empalme (O Empalme)
- Folgueira. Dividido en:
  - Folgueira de Abaixo (A Folgueira de Abaixo)
  - Folgueira de Arriba (A Folgueira de Arriba)
- Niño do Corvo
- Pazo (O Pazo)
- Pedrasalgueira (A Pedrasalgueira)
- Pispieiro
- Pousadoiro (O Pousadoiro)
- Rapadoiro (O Rapadoiro)
- Ribeiro (O Ribeiro)
- Torre (A Torre)
- Vilasal

## Demografía
| Gráfica de evolución demográfica de Angeriz entre 2000 y 2019 |
|                                                               |
| Datos según el nomenclátor publicado por el INE.              |